# 요시노 도모유키
요시노 도모유키(일본어: 吉野 智行, 1980년 7월 9일 ~ )는 일본의 전 축구 선수이다.

## 구단 경력
과거 우라와 레즈, 쇼난 벨마레, 요코하마 FC, 가이나레 돗토리에서 활동하였다.